# Ministre en chef de l'île de Man
Le ministre en chef de l'île de Man (Chief Minister en anglais, Ard-choylargh en mannois) est le chef du gouvernement de l'île de Man.

## Description
Le poste dérive de celui de président du Conseil exécutif. Avant 1980, le Conseil exécutif était présidé par le lieutenant-gouverneur mais par la suite, le président a été élu par le Tynwald, parlement de l'île. Le titre a été changé en ministre en chef (Chief Minister) en 1986. 
Le ministre en chef est nommé par le lieutenant-gouverneur sur proposition du Tynwald après les élections législatives pour la Chambre des clefs. Il occupe le plus souvent son poste jusqu'aux prochaines élections, soit cinq ans, et est rééligible mais il peut être démis de ses fonctions par le Tynwald sur un vote de défiance envers le gouvernement. Il est membre du Conseil des ministres chargé de conseiller le lieutenant-gouverneur.

## Liste

### Présidents du Conseil exécutif (1961-1986)
- Charles Kerruish  (1961 - février 1967)
- Norman Crowe (février 1967 - janvier 1971)
- Percy Radcliffe (1re fois) (janvier 1971 - janvier 1977)
- Clifford Irving  (janvier 1977 - 24 novembre 1981)
- Percy Radcliffe (2e fois) (24 novembre 1981 - mars 1985)
- Edgar Mann (mars 1985 - décembre 1986)

### Ministres en chef (depuis 1986)
- Miles Walker (décembre 1986 - 3 décembre 1996)
- Donald Gelling (3 décembre 1996 - 4 décembre 2001)
- Richard Corkill (4 décembre 2001 - 14 décembre 2004)
- Allan Bell (14 décembre 2004, gouvernement intérimaire en tant que président du Conseil des ministres)
- Donald Gelling (14 décembre 2004 - 14 décembre 2006)
- Tony Brown (14 décembre 2006 – 11 octobre 2011)
- Allan Bell (11 octobre 2011 - 4 octobre 2016)
- Howard Quayle (4 octobre 2016 - 12 octobre 2021)
- Alfred Cannan (depuis le 12 octobre 2021)